# Émile Desmedt
Émile Desmedt, né le 27 décembre 1956 à Tournai, est un céramiste et un sculpteur belge.

## Biographie
Formé à l'École Normale de l'État à Tournai (1978), puis à l'Académie des Beaux-Arts et des Arts décoratifs de Tournai (1984-1988), Émile Desmedt travaille comme éducateur (1978-1983), et enseigne depuis 1990 à l'Académie des Beaux-Arts de Tournai. Émile Desmedt vit et travaille à Hollain.
Depuis 1987, il a participé à de nombreux stages et ateliers de céramique en Belgique et à l'étranger (Canada, Congo, Finlande, France, Liban, Niger, Tunisie).

## Prix et distinctions
- 1991 : Prix de la jeune sculpture de la Communauté française de Belgique.

## Œuvres
- 2000 : Cadran solaire, intégré à l'ancien hôpital des Anglais (Service public de Wallonie), à Liège.
- 2001 : Oh Ciel Mon Amour, sculpture au Jardin du Maïeur, à l'hôtel de ville de Mons.
- 2006 : Imago[2], sculpture, au Musée d'art contemporain en plein air du Sart Tilman (Université de Liège).
- 2007 : Fontaine place Saint-Étienne, Liège